# 黃志強 (1936年)
黃志強（1936年7月8日—），澳門人，綽號「牛屎」，前足球運動員，司職右翼，1956年至1957年效力於中華，1957年轉戰南華，與莫振華被稱為「雙牛陣」，與莫振華、姚卓然以及何祥友合稱「南華四條煙」。黃志強曾替中華民國征戰亞洲運動會、亞洲盃和默迪卡盃，曾三度獲選亞洲明星隊員。

## 外部連結
- 黃志強在WorldFootball.net（英语）
- 黃志強在Transfermarkt（英语）
- 黃志強在Olympedia（英语）